# 2008年世界乒乓球團體錦標賽
2008年世界乒乓球團體錦標賽是第49届世界乒乓球锦标赛团体赛，于2008年2月23日至3月2日在中国广州市广州体育馆举行。賽事由恆大地產贊助。本次比赛设男子团体和女子团体两项，总共有140个协会的700多名运动员参赛。中国男、女子乒乓球队均获得冠军。

## 獎牌榜

### 國家獎牌榜
| 排名 | 国家／地区 | 金牌 | 银牌 | 铜牌 | 總數 |
| ---- | ---------- | ---- | ---- | ---- | ---- |
| 1    | 中国       | 2    | 0    | 0    | 2    |
| 2    | 新加坡     | 0    | 1    | 0    | 1    |
| 2    |            | 0    | 1    | 0    | 1    |
| 4    | 香港       | 0    | 0    | 2    | 2    |
| 4    | 日本       | 0    | 0    | 2    | 2    |
| 總數 | 總數       | 2    | 2    | 4    | 8    |

### 項目獎牌榜
| 項目     | 金牌                                        | 银牌                                              | 铜牌                                                        |
| 男子團體 | 中国 · 王皓 · 马琳 · 王励勤 · 马龙 · 陈玘   | · 柳承敏 · 朱世赫 · 李廷祐 · 金延勲 · 李鎮權      | 香港 · 李靜 · 唐鵬 · 張鈺 · 高禮澤 · 柱恩                   |
| 男子團體 | 中国 · 王皓 · 马琳 · 王励勤 · 马龙 · 陈玘   | · 柳承敏 · 朱世赫 · 李廷祐 · 金延勲 · 李鎮權      | 日本 · 韓陽 · 水谷隼 · 吉田海偉 · 岸川聖也 · 大矢英俊       |
| 女子團體 | 中国 · 张怡宁 · 郭跃 · 王楠 · 李晓霞 · 郭焱 | 新加坡 · 王越古 · 李佳薇 · 冯天薇 · 孙蓓蓓 · 梦雨 | 香港 · 姜華珺 · 帖雅娜 · 林菱 · 柳絮飛 · 張瑞               |
| 女子團體 | 中国 · 张怡宁 · 郭跃 · 王楠 · 李晓霞 · 郭焱 | 新加坡 · 王越古 · 李佳薇 · 冯天薇 · 孙蓓蓓 · 梦雨 | 日本 · 福原愛 · 平野早矢香 · 福岡春菜 · 藤井寬子 · 石川佳純 |